# Bisbat de Vinh Long
El bisbat de Vĩnh Long (vietnamita: Giáo phận Vĩnh Long; llatí: Dioecesis Vinhlongensis) és una seu de l'Església catòlica al Vietnam, sufragània de l'arquebisbat de Ciutat de Hô Chí Minh. Al 2017 tenia 204.908 batejats d'un total de 4.065.200 habitants. Actualment està regida pel bisbe Pierre Huỳnh Văn Hai.

## Territori
La diòcesi comprèn les províncies vietnamites de Ben Tre i Tra Vinh, Vĩnh Long i part de la de Dong Thap.
La seu episcopal és la ciutat de Vĩnh Long, on es troba la catedral de Santa Anna.
El territori s'estén sobre 6.772 km² i està dividit en 216 parròquies.

## Història
El vicariat apostòlic de Vính Long va ser erigit el 8 de gener de 1938 mitjançant la butlla In remotas del papa Pius XI, prenent el territori del vicariat apostòlic de Saigon (avui l'arquebisbat de Ciutat de Hô Chí Minh).
El 24 de novembre de 1960 el vicariat apostòlic va ser elevat a diòcesi en virtut de la butlla Venerabilium Nostrorum del papa Joan XXIII.

## Cronologia episcopal
- Pierre Martin Ngô Đình Thục † (8 de gener de 1938 - 24 de novembre de 1960 nomenat arquebisbe de Huê)
- Antoine Nguyên Van Thien † (24 de novembre de 1960 - 12 de juliol de 1968 renuncià[1])
- Jacques Nguyên Van Mâu † (12 de juliol de 1968 - 3 de juliol de 2001 jubilat)
- Thomas Nguyên Van Tân † (3 de juliol de 2001 - 17 d'agost de 2013 mort)
  - Sede vacante (2013-2015)
- Pierre Huỳnh Văn Hai, des del 7 d'octubre de 2015

## Estadístiques
A finals del 2017, la diòcesi tenia 204.908 batejats sobre una població de 4.065.200 persones, equivalent al 5,0% del total.
| any  | població | població  | població | sacerdots | sacerdots       | sacerdots       | sacerdots             | diàques | religiosos | religiosos | parroquies |
| ---- | -------- | --------- | -------- | --------- | --------------- | --------------- | --------------------- | ------- | ---------- | ---------- | ---------- |
| any  | batejats | total     | %        | total     | clergat secular | clergat regular | batejats por sacerdot | diàques | homes      | dones      |            |
| 1970 | 89.200   | 1.729.358 | 5,2      | 118       | 111             | 7               | 755                   |         | 74         | 645        | 125        |
| 1973 | 112.000  | 1.235.000 | 9,1      | 118       | 116             | 2               | 949                   |         | 64         | 563        | 53         |
| 1990 | 170.000  | 3.500.000 | 4,9      | 125       | 115             | 10              | 1.360                 | 1       | 43         | 564        | 168        |
| 2001 | 176.200  | 4.012.000 | 4,4      | 136       | 125             | 11              | 1.295                 |         | 41         | 498        | 203        |
| 2003 | 182.442  | 3.954.729 | 4,6      | 148       | 136             | 12              | 1.232                 |         | 70         | 597        | 88         |
| 2004 | 183.728  | 3.967.400 | 4,6      | 158       | 146             | 12              | 1.162                 |         | 47         | 524        | 88         |
| 2010 | 195.065  | 4.161.000 | 4,7      | 176       | 158             | 18              | 1.108                 |         | 55         | 588        | 110        |
| 2014 | 199.404  | 4.385.000 | 4,5      | 207       | 179             | 28              | 963                   |         | 80         | 642        | 209        |
| 2017 | 204.908  | 4.065.200 | 5,0      | 210       | 183             | 27              | 975                   |         | 93         | 678        | 216        |